# Айхендорф
Айхендорф (нем. Eichendorf) — ярмарочная община в Германии, в Республике Бавария.
Община расположена в правительственном округе Нижняя Бавария в районе Дингольфинг-Ландау. Население составляет 6434 человека (на 31 декабря 2010 года). Занимает площадь 98,19 км².
Ярмарочная община подразделяется на 118 сельских округов.

## Население
По оценке на 31 декабря 2015 года население общины Айхендорф составляет 6521 чел. 

| Дата      | 1840 | 1871 | 1900 | 1925 | 1939 | 1950 | 1961 | 1970 | 1987 | 2011 |
| --------- | ---- | ---- | ---- | ---- | ---- | ---- | ---- | ---- | ---- | ---- |
| Население | 4774 | 5302 | 5791 | 6237 | 6277 | 8752 | 6599 | 6475 | 6236 | 6426 |

| Год       | 1960 | 1970 | 1980 | 1990 | 2000 | 2009 | 2010 | 2011 | 2012 | 2013 | 2014 | 2015 |
| --------- | ---- | ---- | ---- | ---- | ---- | ---- | ---- | ---- | ---- | ---- | ---- | ---- |
| Население | 6653 | 6446 | 5892 | 6299 | 6678 | 6456 | 6434 | 6409 | 6429 | 6476 | 6450 | 6521 |